# Merritt Ruhlen
Merritt Ruhlen (Washington DC, 10 de maig de 1944) és un lingüista que estudia la classificació dels idiomes en famílies lingüístiques, que al seu torn pertanyen a una macrofamília, en una línia d'estudis similar a la de Joseph Greenberg. Treballa a la Universitat Stanford, fent recerca amb especialistes de diversos àmbits (filòlegs, antropòlegs, genetistes...) per reconstruir l'origen del llenguatge. Les seves troballes són polèmiques per basar-se en la comparació massiva de vocabulari i patrons fonètics no universalment acceptats o pels criteris de selecció de llengües per a aquesta comparació.
Les macrofamílies proposades serien les següents: la de les llengües khoisànides (Àfrica del sud); la de les llengües nigerocongoleses (centre del continent africà, també anomenades llengües nigerkordofanianes); la que agrupa les llengües niloticosaharianes; la de les llengües afroasiàtiques (nord d'Àfrica i sud-oest d'Àsia); la família de les llengües dravídiques (sud d'Índia),la de les llengües kartvelianes (separades d'altres caucàsiques en un dels punts de fricció amb altres lingüistes); l'euroasiàtica (que inclouria la majoria de les llengües d'Europa i Àsia exceptuant les del sud de l'Índia, sud-est asiàtic, una agrupació també controvertida), la família denecaucasiana (que uniria els grups tradicionals de les llengües dené-ienisseianes i les llengües caucàsiques; el grup àustric (conjunt que agruparia el que habitualment s'anomenen llengües austroasiàtiques); la família indopacífica (que sumaria les conegudes com a llengües papús i alguns idiomes del sud d'Oceania tradicionalment adscrits a altres grups); la família australiana i les llengües ameríndies, aquestes darreres considerades totes com a branques d'una mateixa llengua, un dels punts més polèmics de totes les seves afirmacions.